# V592 Геркулеса
V592 Геркулеса (лат. V592 Herculis) — новая звезда, двойная катаклизмическая переменная звезда (NA) или карликовая новая, двойная катаклизмическая переменная звезда типа SU Большой Медведицы (UGSU) в созвездии Геркулеса на расстоянии приблизительно 1272 световых лет (около 390 парсек) от Солнца. Видимая звёздная величина звезды — от менее +20m до +12,3m. Орбитальный период — около 0,0557 суток (1,3368 часа).
Открыта Герольдом Рихтером в 1968 году***.

## Характеристики
Первый компонент — аккрецирующий белый карлик. Масса — около 0,7 солнечной*.
Второй компонент — коричневый карлик**. Масса — около 0,035 солнечной*.